# Nissenova vojenská bouda
Nissenova vojenská bouda (německy Nissenhütte, anglicky Nissen hut) je název prefabrikované boudy z vlnitého plechu s půlkruhovou střechou o ploše 40 m², dlouhé 11,5 m a široké 5 m, kterou vyvinul v roce 1916 pro vojenské účely kanadský inženýr a důstojník Peter Norman Nissen. Jednalo se o levné a rychlé mobilní ubytování. Čtyřem až šesti vojákům trvala stavba takového ubytování kolem čtyř hodin.

## Historie
Kanadský důlní inženýr a důstojník Peter Norman Nissen byl pověřen v roce 1916 britskou vládou výrobou ubytování pro vojáky, které by mohlo být postavené do čtyř hodin čtyřmi až šesti osobami. Koncipoval boudu z vlnitého plechu z prefabrikovaných dílů připomínající podélně rozpůlený sud. Za druhé světové války byla na vojenské základně Quonset Point v roce 1941 vyrobena variace Nissenovy boudy z první světové války nazvaná podle základny Quonset hut. Model obletěl doslova celý svět.

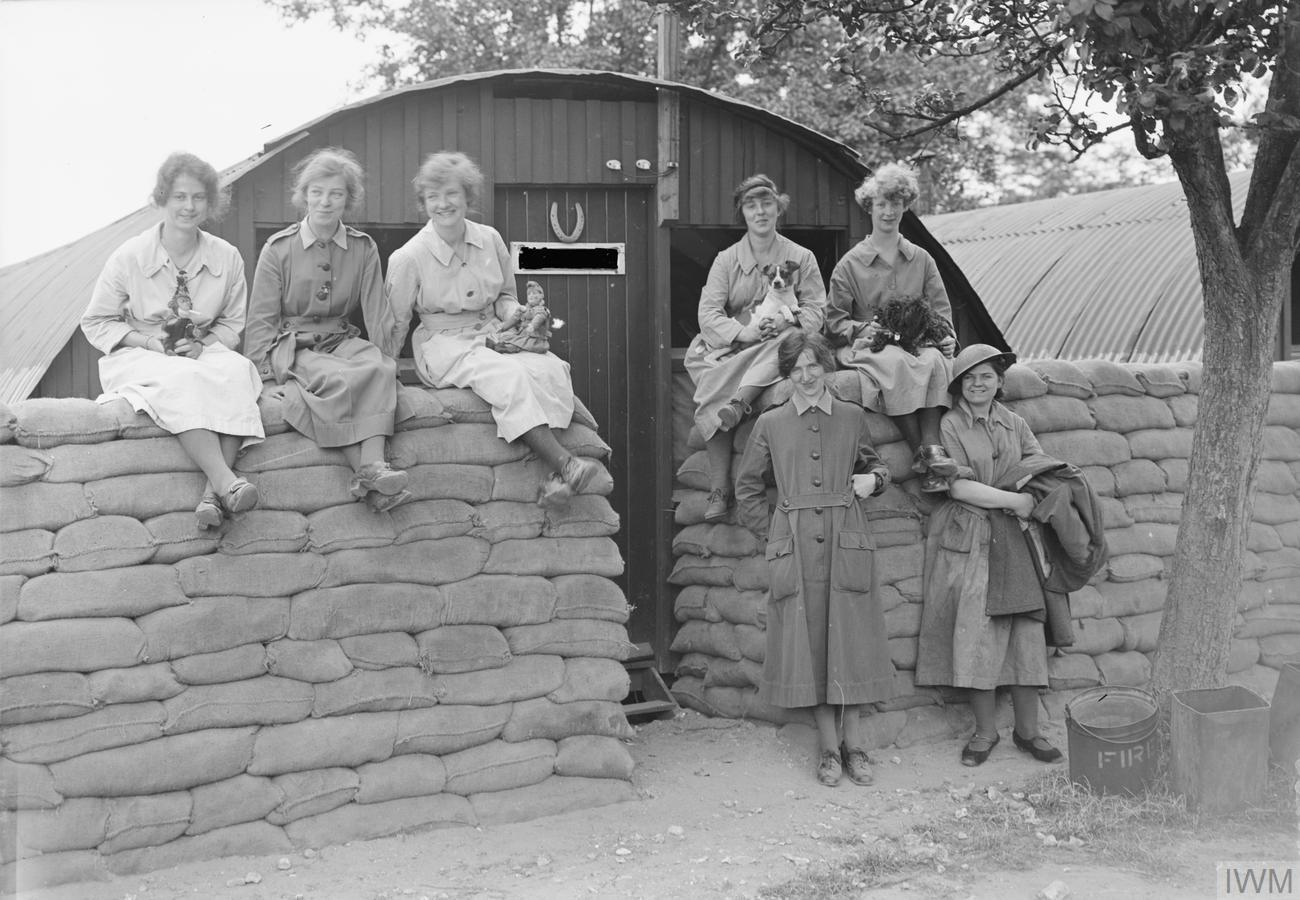
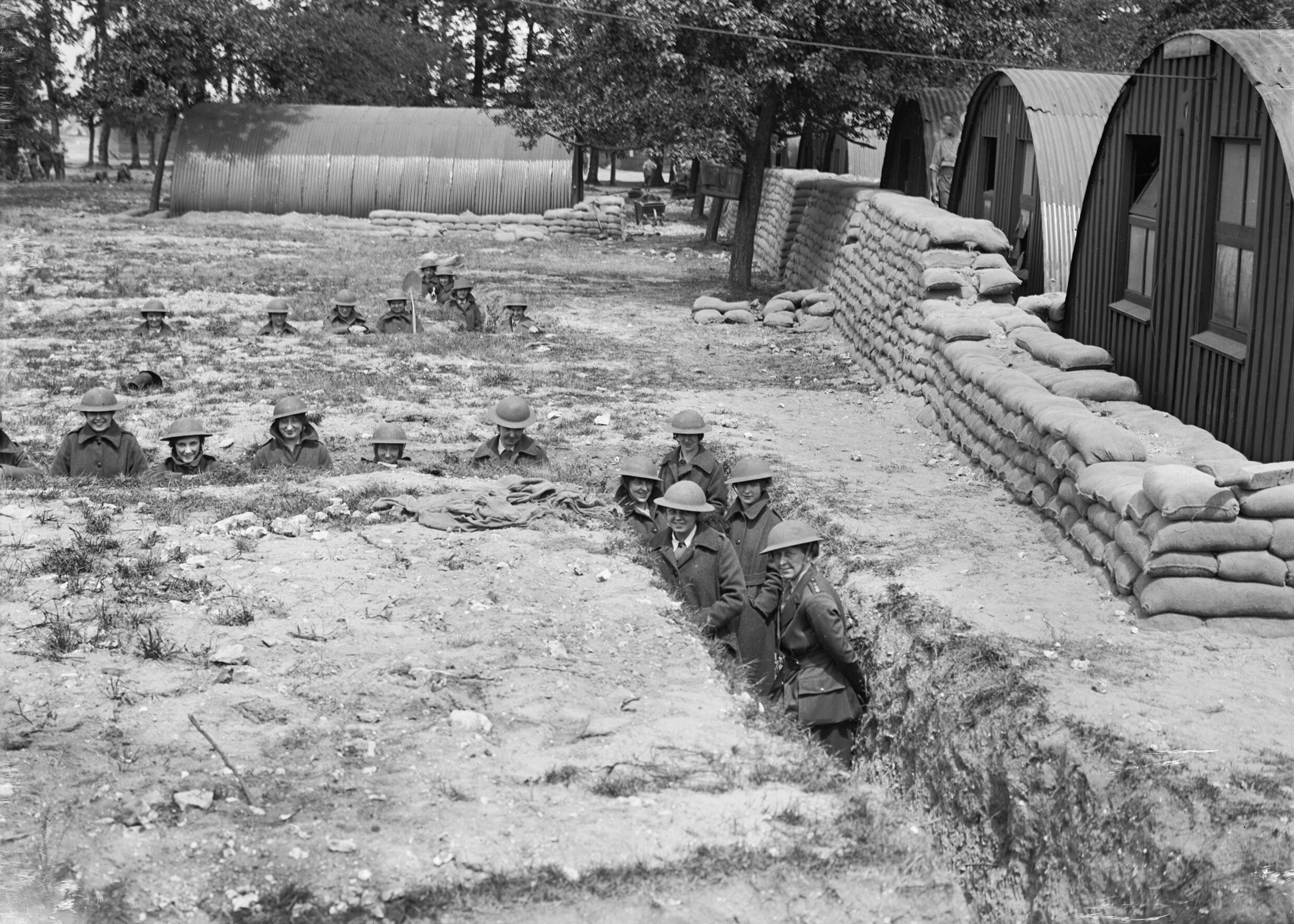
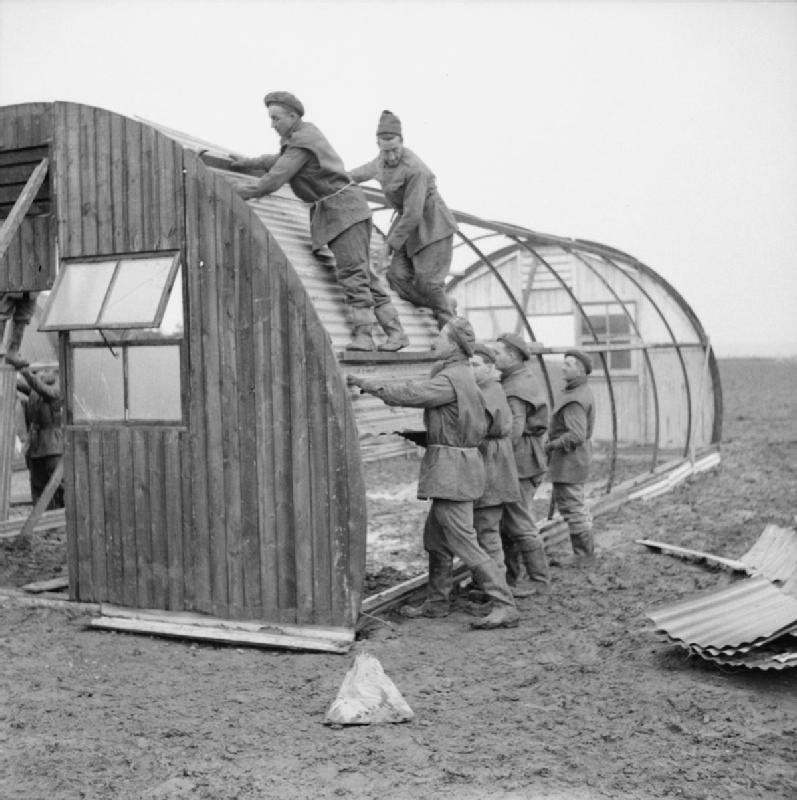
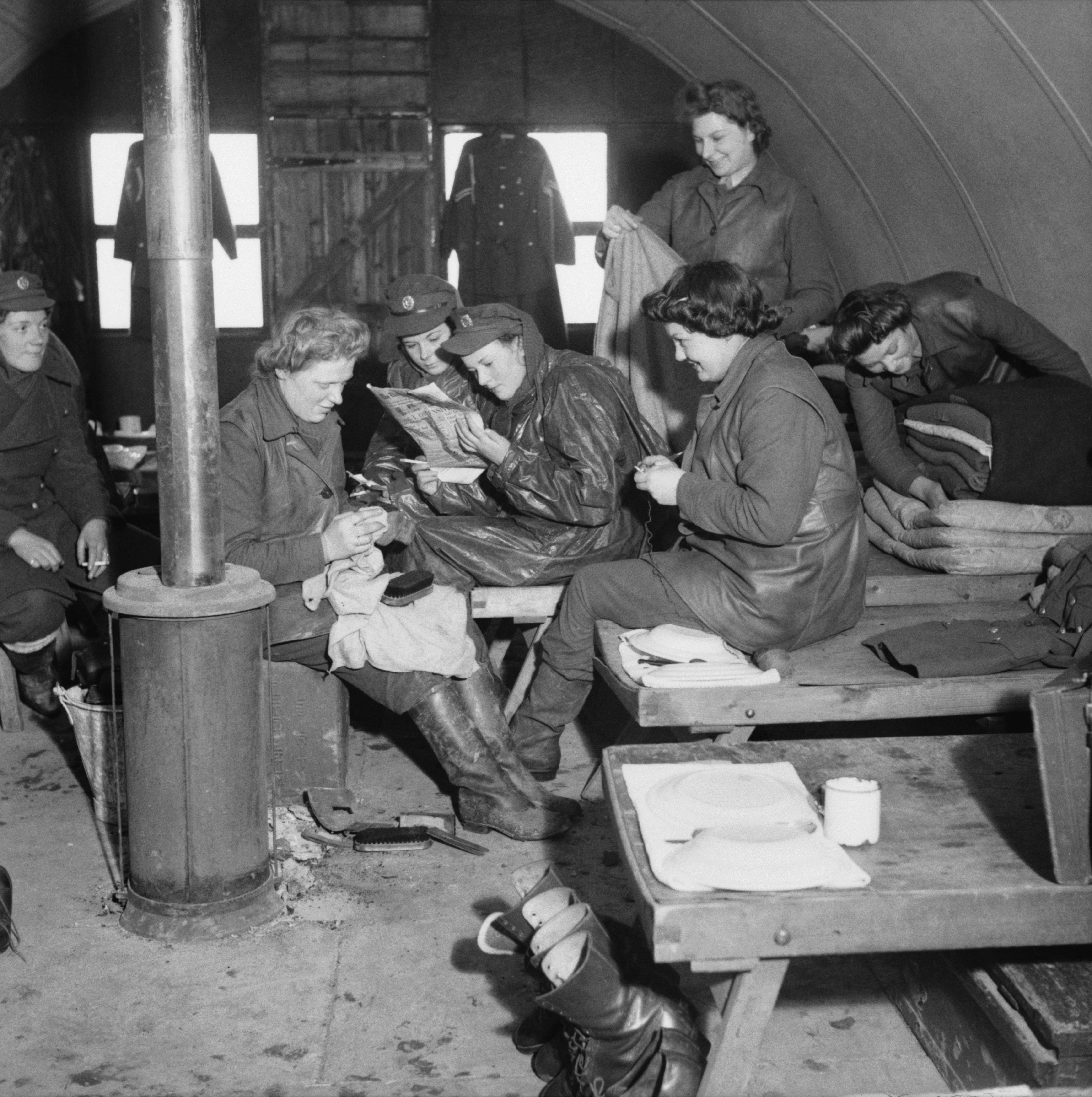
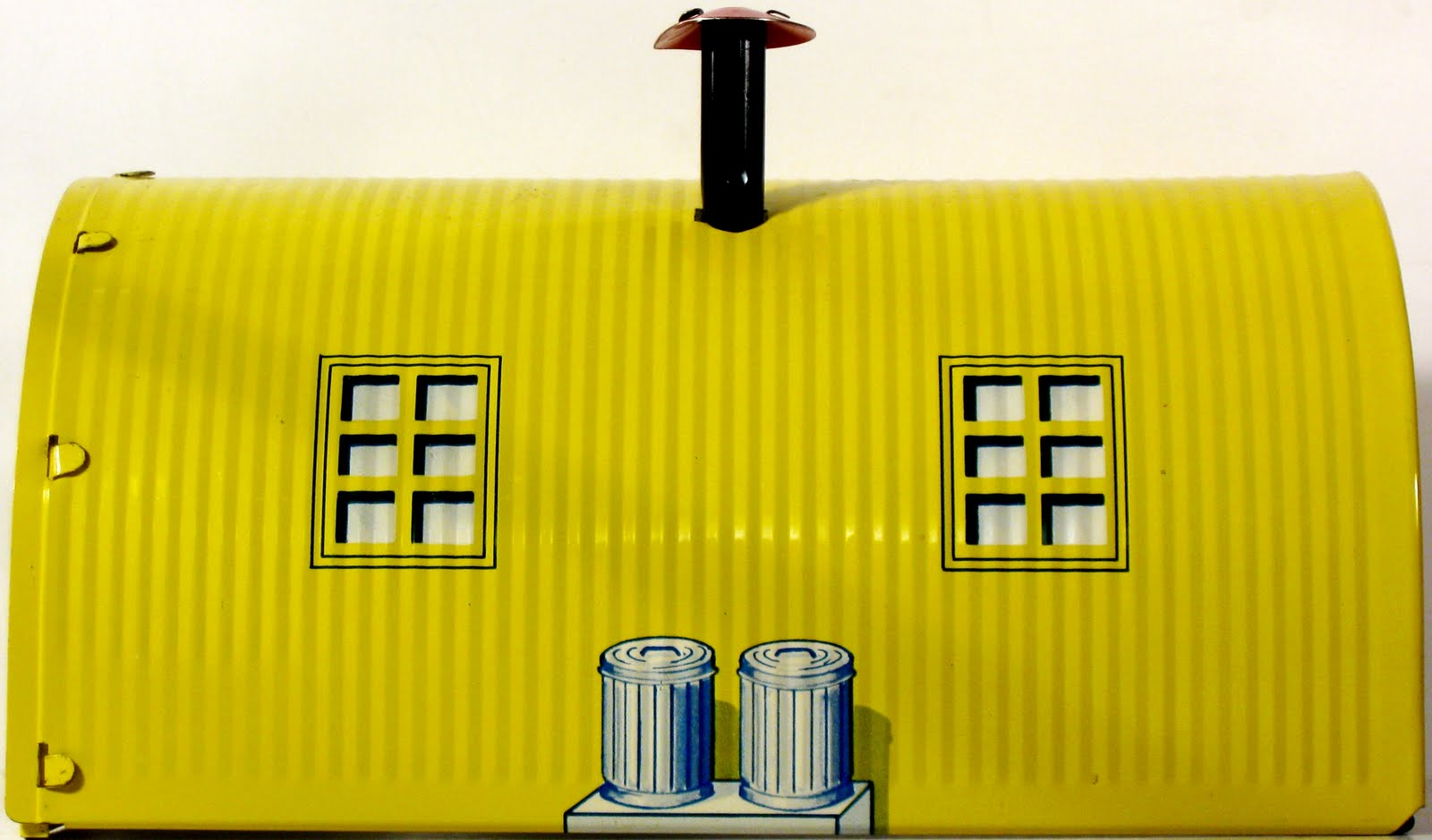

## Poválečné období
Po druhé světové válce byly využívány (zejména v britské okupační zóně) tisíce takových Nissenových mobilních baráků pro uprchlé a vysídlené obyvatelstvo. Celé nouzové obytné komplexy se stavěly na okrajích vybombardovaných měst. Nissenovy boudy byly obývány dvěma rodinami odděleny většinou jen závěsem, v lepším případě tenkou stěnou. Jejich vybavení sestávalo ze židlí, stolu a patrových postelí. Vytápění zajišťovala kamínka nazývaná Kanonenofen. Někdy si rodiny zakládaly k nouzovému bydlení malé zahrádky pro vlastní obživu. Rozvod vody a sanitární zařízení se nacházely v samostatných budovách. Boudy z plechu nebyly izolované, v létě obyvatele sužovala uvnitř příšerná vedra a v zimě krápníky z kondenzované páry. Jen v Hamburku mělo bydlet v Nissenových boudách kolem 14 tisíc lidí.

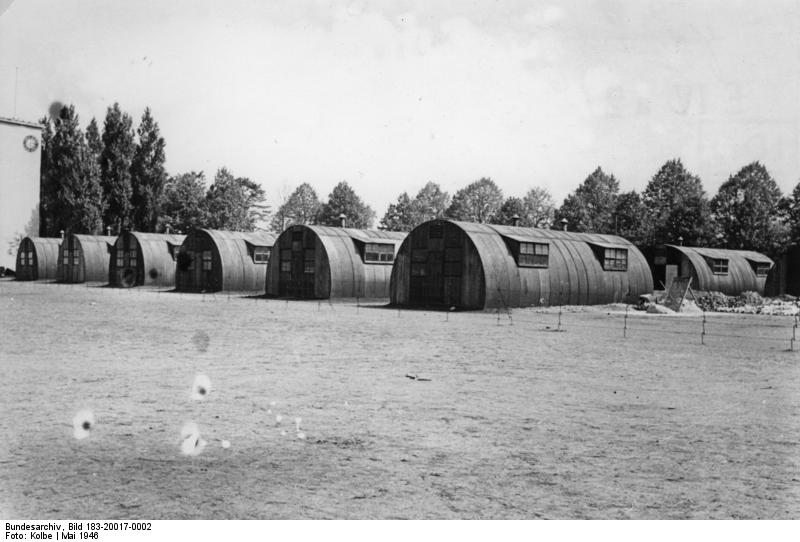
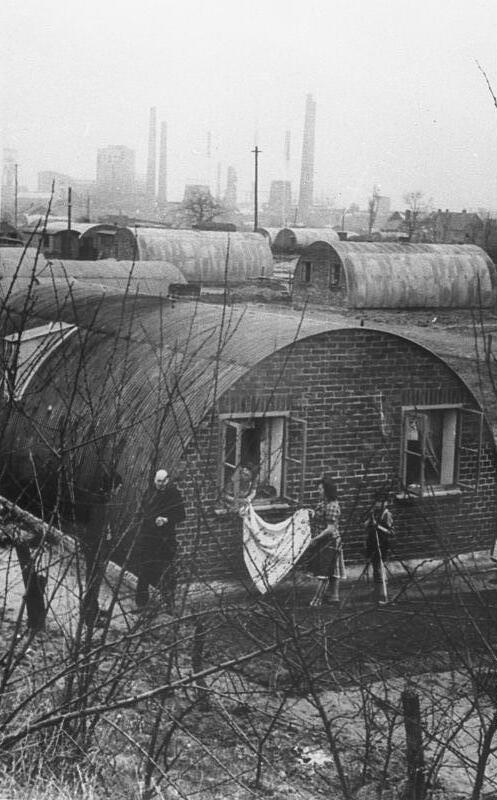
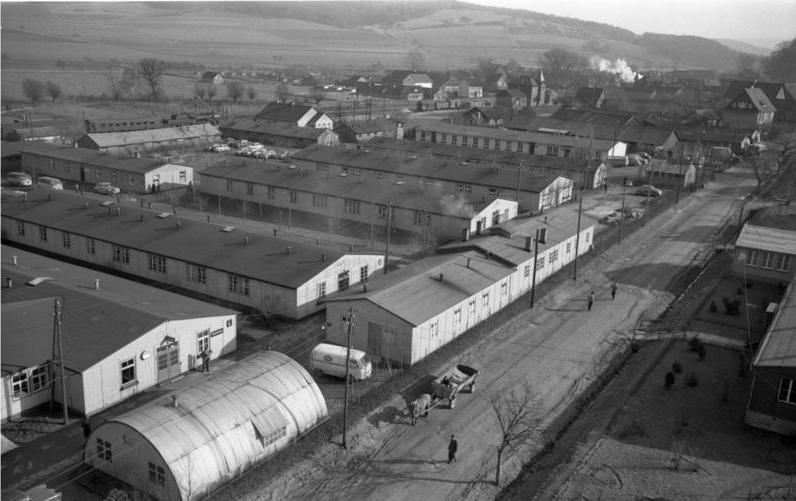
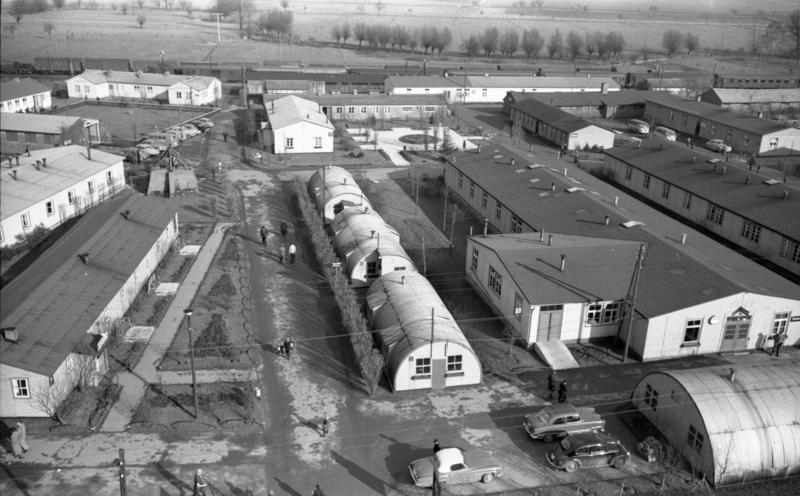

## Současnost
V některých ojedinělých případech, i když stavebně značně upravených, jsou Nissenovy boudy obývány i v roce 2014. V Německu jsou chráněnou stavební památkou. Několik málo dochovaných takzvaných “Nissenhütten” lze dodnes spatřit v Německu například:
- v zoo ve městě Neumünster
- v bývalém hraničním táboře pro vysídlence ve městě Friedland - Grenzdurchgangslager Friedland
- ve vojenském muzeu ve městě Fassberg - Luftbrückenmuseum Fassberg
- ve skanzenu u města Hamburg - Freilichtmuseum Kiekeberg

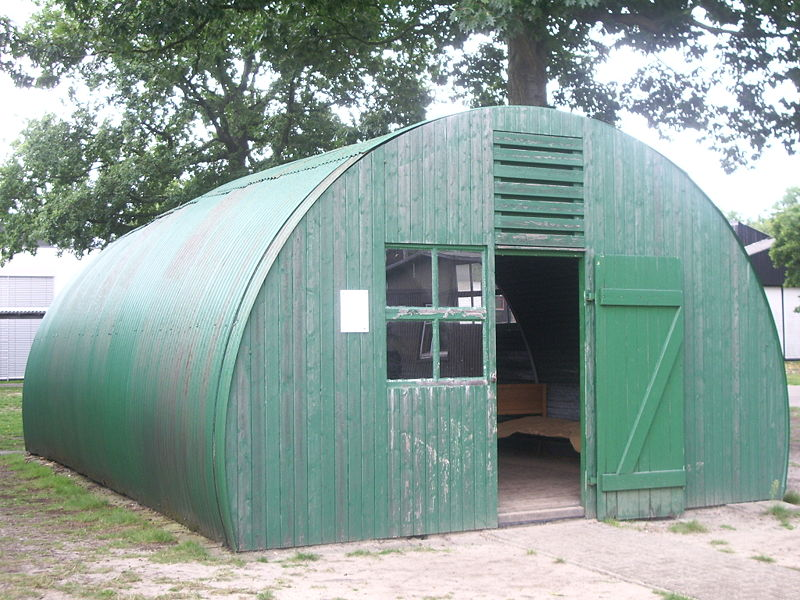
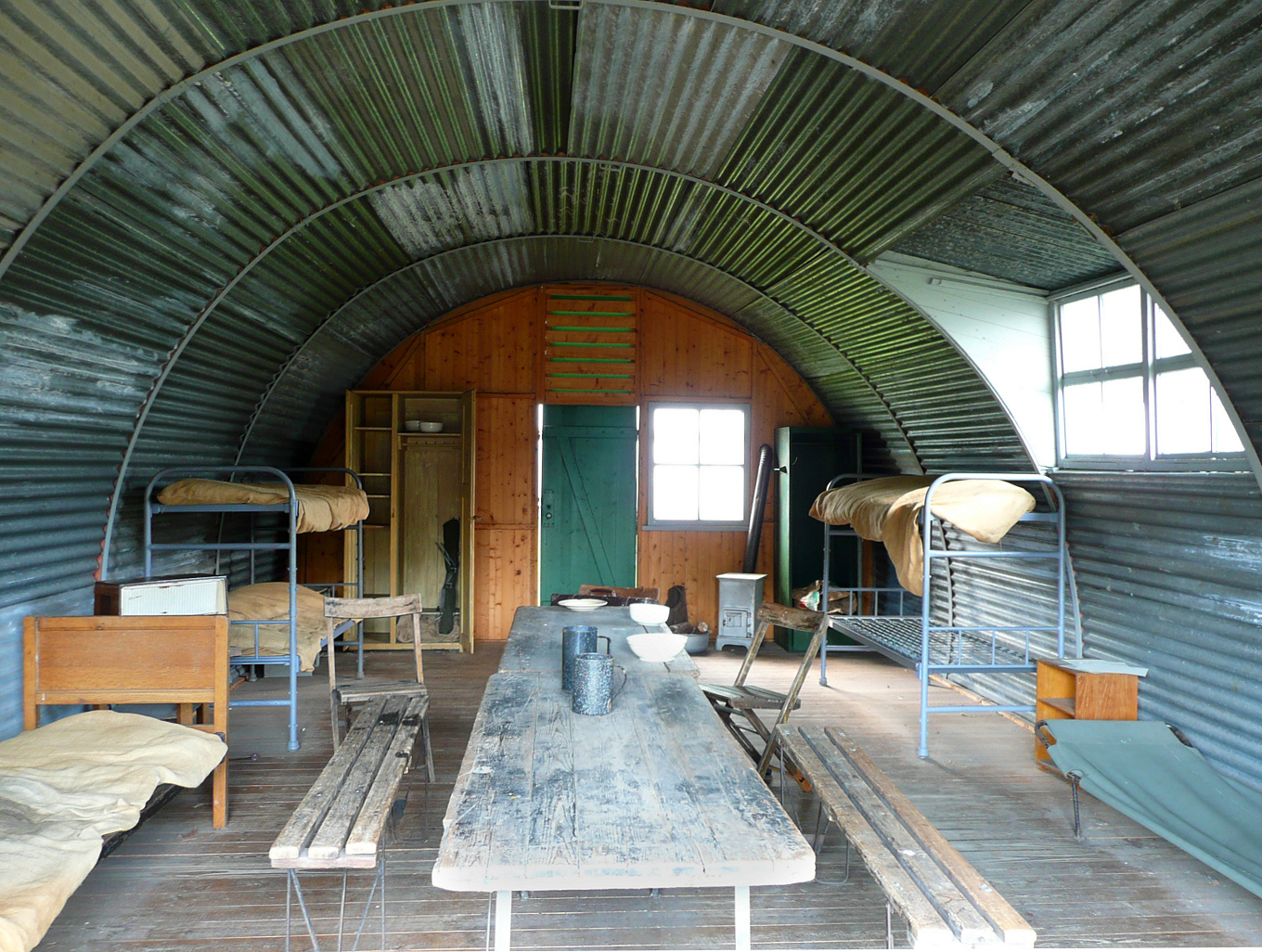
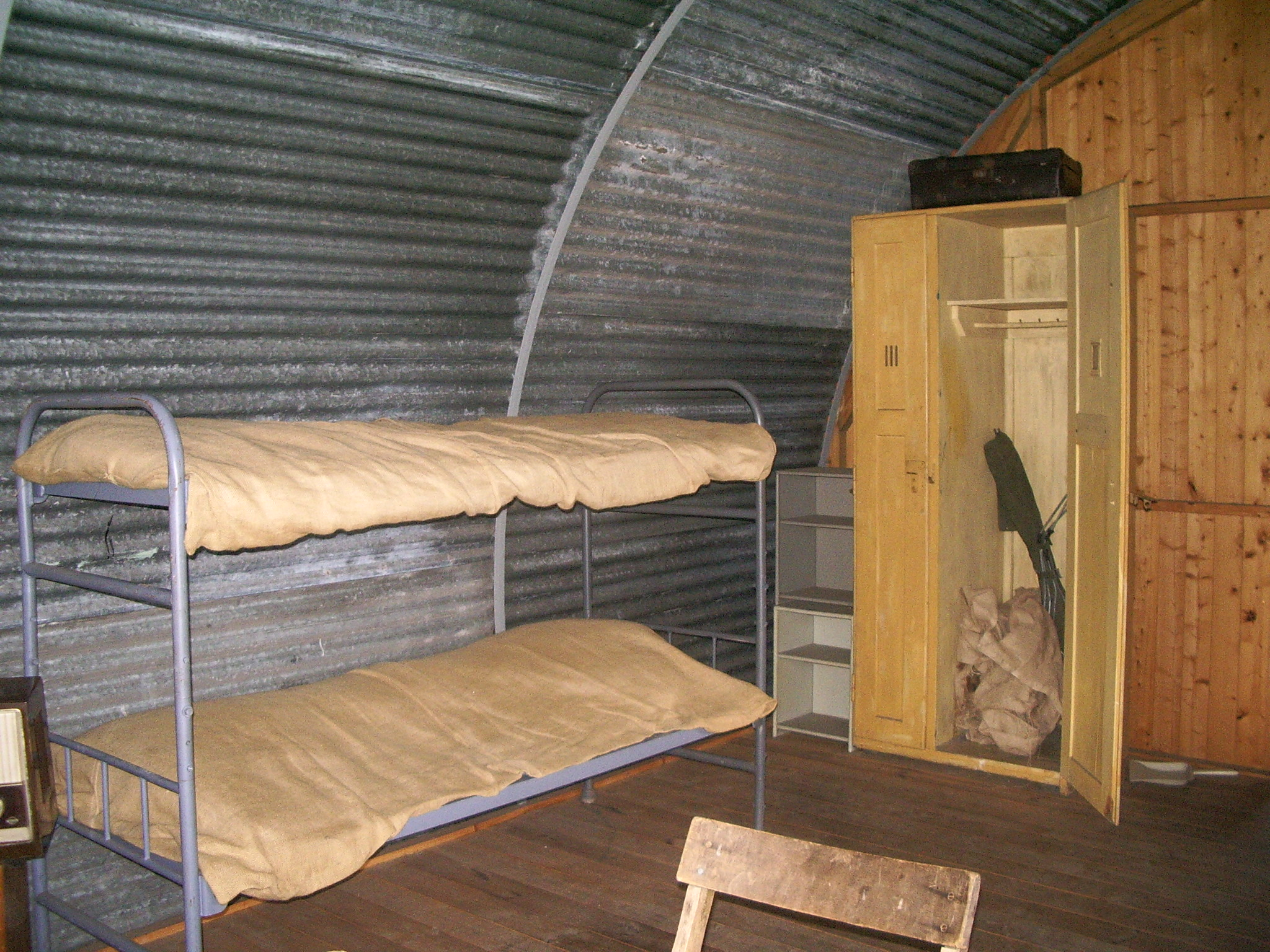
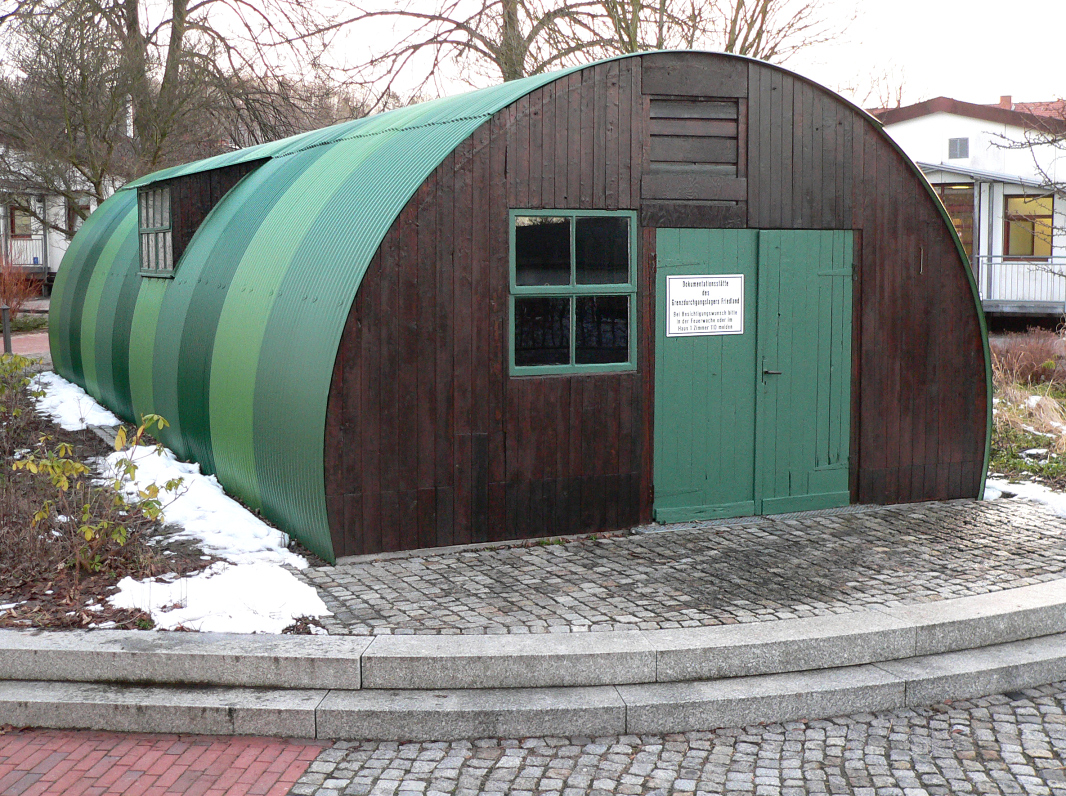
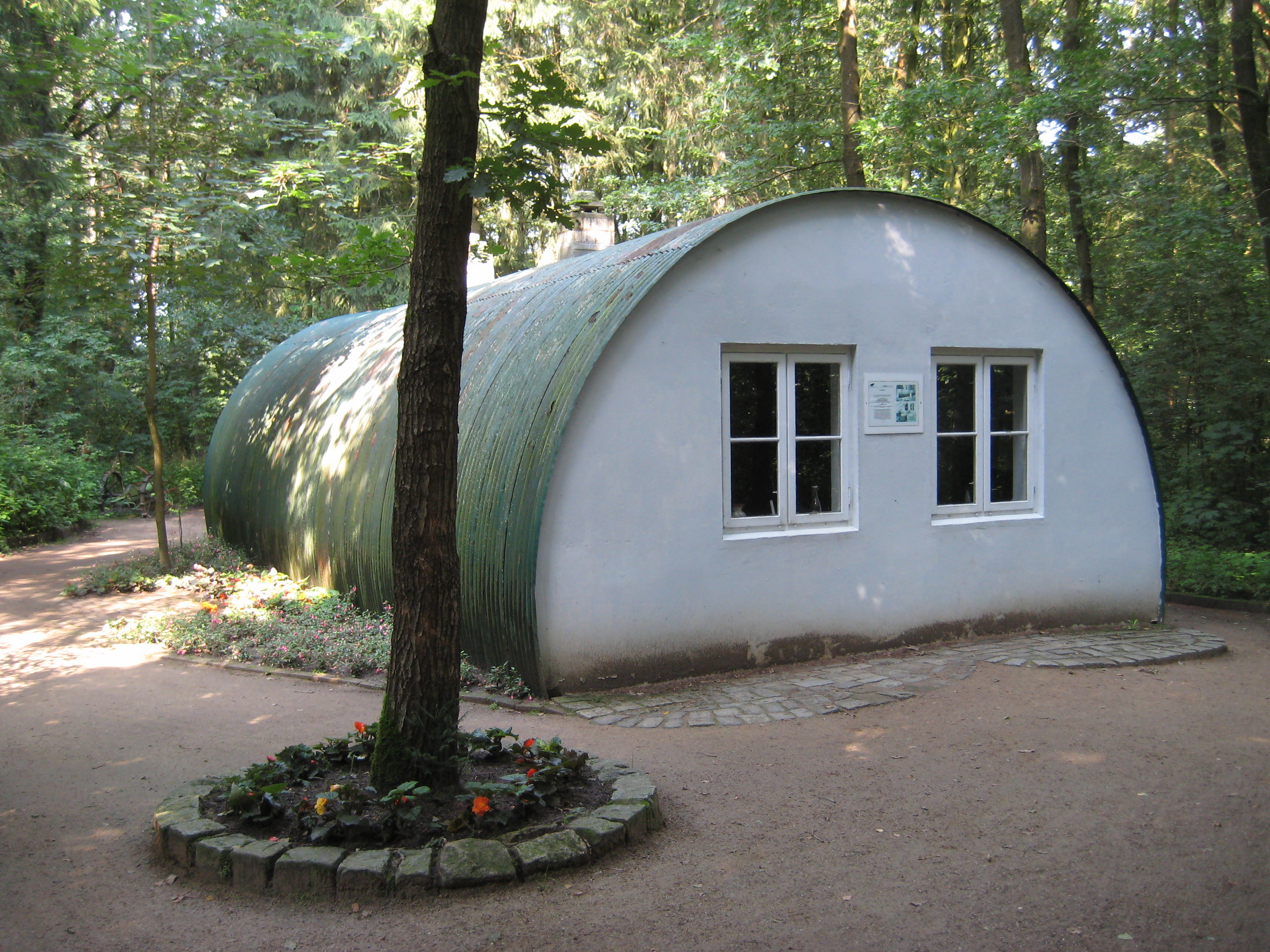